# Silver Bowl 1985
Der Silver Bowl 1985 im Badminton fand vom 29. bis zum 30. Juni 1985 in Melbourne statt. Es war die 21. Auflage der Turnierserie.

## Finalresultate
| Disziplin    | Sieger                             | Finalist                       | Ergebnis           |
| ------------ | ---------------------------------- | ------------------------------ | ------------------ |
| Herreneinzel | Sze Yu                             | Graeme Robson                  | 15-4, 11-15, 15-3  |
| Dameneinzel  | Tong Chun Mui                      | Julie McDonald                 | 15-4, 15-7         |
| Herrendoppel | Michael Scandolera Darren McDonald | Kerrin Harrison Glenn Stewart  | 9-15, 17-15, 15-8  |
| Damendoppel  | Julie McDonald Tracey Small        | H. Albergo G. Sanderson        | 13-15, 15-11, 15-9 |
| Mixed        | Michael Scandolera Rhonda Cator    | Darren McDonald Julie McDonald | w.o.               |